# Антипин, Пётр Петрович
Пётр Петрович Антипин (28 мая 1898 ― 20 января 1951) ― советский военачальник, генерал-майор. Военный педагог, начальник Новочеркасского суворовского военного училища в 1944—1950 гг.

## Биография
Родился 28 мая 1898 года (по старому стилю) в селе Кривополяны (Кривополянье) Тамбовской губернии. Окончил Чугуевское военное училище в 1916 году.
В РККА с 1918 года, принимал участие в Гражданской войне. С 1922 года – на командных должностях в кавалерийских частях. В 1938 году ― командир 250-го стрелкового полка. Участвовал в Советско-финляндской войне.
В 1942 году окончил Высшую военную академию им. К.Е. Ворошилова. В 1941 году вступил в ВКП(б). В 1942 ― старший помощник начальника оперативного отдела штаба Западного фронта. В 1942―1943 гг. ― заместитель, а затем и начальник штаба 13-го гвардейского стрелкового корпуса. С 1943 г. ― начальник Ташкентского пехотного училища. Постановлением СНК СССР от 16 октября 1943 года произведён в генерал-майоры. В 1944―1950 гг. ― начальник Новочеркасского суворовского военного училища, куда прибыл из госпиталя, где находился после ранения и контузии, полученных в боях при освобождении Новочеркасска. Умер 20 января 1951 года после продолжительной болезни.

### Награды
Орден Красной Звезды, орден Отечественной войны I степени (1943).